# Godzilla x Kong: The New Empire
Godzilla x Kong: The New Empire är en amerikansk action- och äventyrsfilm från 2024. Filmen är en uppföljare till Godzilla vs. Kong från 2021 och den femte filmen i MonsterVerse-franchisen. Filmen är regisserad av Adam Wingard efter ett manus av Simon Barrett, Terry Rossio och Jeremy Slater. Inspelningen av filmen ägde rum i Queensland mellan juli och november 2022.
Filmen hade biopremiär i Sverige den 27 mars 2024, utgiven av Warner Bros.

## Handling
Filmen kretsar kring monstren King Kong och Godzilla som denna gång står inför ett gigantiskt och tidigare dolt hot som utmanar deras existens.

## Rollista (i urval)
- Rebecca Hall – Dr. Ilene Andrews
- Brian Tyree Henry – Bernie Hayes
- Dan Stevens – Trapper
- Kaylee Hottle – Jia
- Fala Chen – Iwi Queen
- Alex Ferns – Mikael
- Rachel House – Hampton[3]